# سارالب
سارالب (به فرانسوی: Sarralbe) یک کمون در فرانسه است که در Canton of Sarralbe واقع شده‌است.

## خصوصیات
سارالب ۲۷٫۲۹ کیلومترمربع مساحت و ۴٬۵۳۸ نفر جمعیت دارد و ۲۱۰ متر بالاتر از سطح دریا واقع شده‌است.